# سونی اکس‌پریا زد اولترا

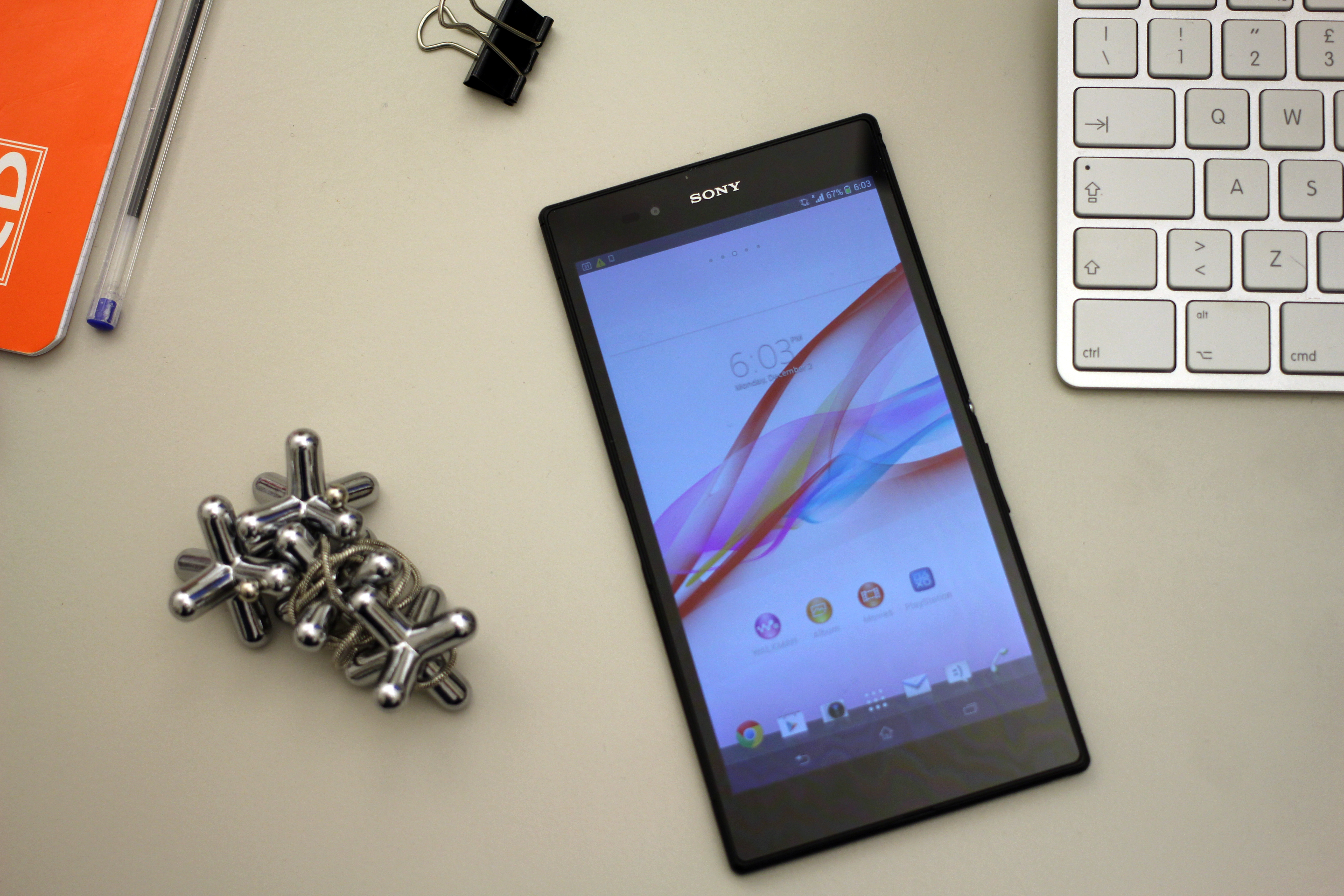
سونی اکس‌پریا زد اولترا

سونی اکس‌پریا زد اولترا (به انگلیسی: Sony Xperia Z Ultra) یک فبلت عرضه‌شده در ژوئیه ۲۰۱۳ توسط کمپانی ژاپنی سونی است. سیستم‌عامل این فبلت اندروید نسخه ۴٫۲ است و از یک نمایشگر بزرگ ۶٫۴ اینچی با تفکیک‌پذیری تمام‌اچ‌دی و یک پردازنده چهارهسته‌ای ۲٫۲ گیگاهرتز اسنپ‌دراگون ۸۰۰ برخوردار است.

## انتقادها
- اندازه بسیار بزرگ: اکس‌پریا زد اولترا از اندازه بسیار بزرگی برخوردار است و این موضوع سبب شده بسیاری از اشخاص به اکسپریا زد اولترا انتقاد کنند، با این‌که وزن این فبلت ۲۱۲ گرم است و برای این اندازه وزن کم و مناسبی به شمار می‌رود اما اندازه آن سبب شده در بسیاری از جیب‌ها به‌راحتی قرار نگیرد.[۲]
- زاویه دید نمایشگر: اکس‌پریا زد اولترا از یک نمایشگر ال‌سی‌دی برخوردار است، با این‌که زاویه دید این نمایشگر نسبت به نمایشگر اکس‌پریا زد بهبود چشمگیری داشته‌است اما هنوز بسیاری زاویه دید آن را برای یک فبلت در این سطح و قیمت نامناسب می‌دانند.[۳]
- رابط کاربری: اکس‌پریا زد اولترا از رابط کاربری اختصاصی سونی برخوردار است، این رابط کاربری تغییراتی جزئی نسبت به نسخه‌های پیشین خود داشته‌است اما بسیاری به مبتدی‌بودن و سادگی آن ایراد می‌گیرند.[۴]